# Hermann Johann Ernst von Manstein
Hermann Johann Ernst von Manstein (* 11. November 1742 in Laacht bei Reval; † 25. August 1808 in Erthsweide, Westpreußen) war ein preußischer Generalleutnant, Chef des Infanterieregiments Nr. 55 und Gouverneur von Danzig.

## Leben

### Herkunft
Hermann Johann Ernst war der Sohn von Christoph Hermann von Manstein (* 1. September 1711 in Sankt Petersburg; † 27. Juni 1757 bei Welemin), preußischer Generalmajor und dessen Ehefrau Christiane Juliane von Fink (* 9. Mai 1723; † 2. November 1767 in Braunschweig).

### Militärkarriere
Manstein wurde zunächst in Sankt Petersburg, später in der Figuierschen Pension in Berlin erzogen und war der Spielgefährte des späteren Königs Friedrich Wilhelm II. Er kam 1756 im Siebenjährigen Krieg als Fähnrich in das Regiment S53 seines Vaters und nahm an den Schlachten bei Prag, Kolin und Kunersdorf teil. Im Gefecht von Maxen geriet er in Gefangenschaft, wurde aber bald wieder ausgetauscht. Bei Welmina – wo sein Vater fiel – geriet er selbst in Gefangenschaft. Er wurde in das Infanterieregiment „Fink“ Nr. 12 versetzt und 1759 zum Sekondeleutnant befördert, trotz der andauernden Gefangenschaft, aus der er erst 1763 entlassen wurde. 1764 war er Quartiermeisterleutnant in Potsdam, 1770 wurde er als Premierleutnant in das Infanterieregiment „von Ploetz“ Nr. 22 versetzt. Manstein nahm damit am Bayerischen Erbfolgekrieg teil. Bei dem Gefecht von Weißkirch erwarb er sich den Pour le Mérite. 1780 wurde er Stabskapitän und 1783 Kapitän und Kompaniechef. Im Jahr 1787 wurde er als Assessor in das 1. Departement des Oberkriegskollegiums versetzt. Dort wurde Manstein 1788 Mitglied der Möllendorf-Kommission zur Neuregelung des Kantonssystems. Im Jahr 1790 wurde er Oberstleutnant und Generaladjutant der Infanterie. Als solcher begleitete er König Friedrich Wilhelm II. während des Ersten Koalitionskrieges bei der Kanonade von Valmy und der Belagerung von Mainz. 1793 wurde er zum Oberst befördert und machte als solcher 1794 den Feldzug in Polen mit. Darauf erfolgte im gleichen Jahr die Beförderung zum Generalmajor. 1794 wurde er ebenfalls Direktor des 1, Departement des Oberkriegskollegs mit einem Gehalt von 3500 Talern. Aufgrund von Meinungsverschiedenheiten mit Hans Rudolf von Bischoffwerder fiel er beim König in Ungnade. So wurde er am 1. November 1796 Chef des Infanterieregiments „von Holwede“ Nr. 55. Im Mai 1801 erfolgte die Beförderung zum Generalleutnant. 1805 wurde er Gouverneur von Danzig und Weichselmünde.
Während der Belagerung von Danzig durch die Franzosen brach er sich am 24. Februar 1807 ein Bein und übergab die Verteidigung an Friedrich Adolf von Kalckreuth. Am 2. August 1807 wurde er offiziell in den Ruhestand versetzt.

## Familie
Manstein hatte am 19. Juni 1776 in Stargard Anna Dorothea Helene von Perbandt (* 27. Dezember 1748 in Ückermünde; † 17. Dezember 1828 in Gnadenfrei) geheiratet. Aus der Ehe gingen folgende Kinder hervor:
- Johann (* 12. November 1784 in Stargard; † 17. Februar 1813 in Elbing), preußischer Kapitän und Kreisoffizier bei der Gendarmerie in Westpreußen ⚭ 10. Juni 1804 Wilhelmine Auguste Emilie Luft († 11. Januar 1845)
- Andreas (* 14. Juli 1786; † 28. Januar 1794)
- Wilhelm (* 15. August 1792 in Prenzlau; † 14. März 1830), preußischer Premierleutnant